# Armando Picchi
Armando Picchi (né le 20 juin 1935 à Livourne en Toscane et mort le 26 mai 1971 à San Remo en Ligurie) est un joueur professionnel (libéro) devenu entraîneur de football italien.

## Biographie

### Joueur
Né à Livourne, il commence le football dans le club de sa ville chez les jeunes avant d'y jouer chez les seniors à partir de la saison 1954-55, alors entraîné par Mario Magnozzi, qui le met en défense.
En 1959, après 5 ans passés au club, il est transféré à la SPAL pour un an avant de rejoindre l'Inter Milan en 1960, club avec lequel il gagne tous ses trophées. Il y est alors un titulaire indiscutable et en devient le capitaine comme libéro. Il gagne trois scudetti, deux coupes intercontinentales et deux ligues des champions.
Il fait son premier match avec l'équipe d'Italie à Gênes le 4 novembre 1964 contre la Finlande (victoire 6-1), sous la gestion d'Edmondo Fabbri. Appelé par le sélectionneur Ferruccio Valcareggi pour jouer l'euro 1968, il se blesse le 6 avril contre la Bulgarie (fracture du bassin). Ce sera son dernier match avec la Squadra Azzurra.
Il part terminer sa carrière en 1967 à l'AS Varèse et prend sa retraite en 1968.

### Entraîneur

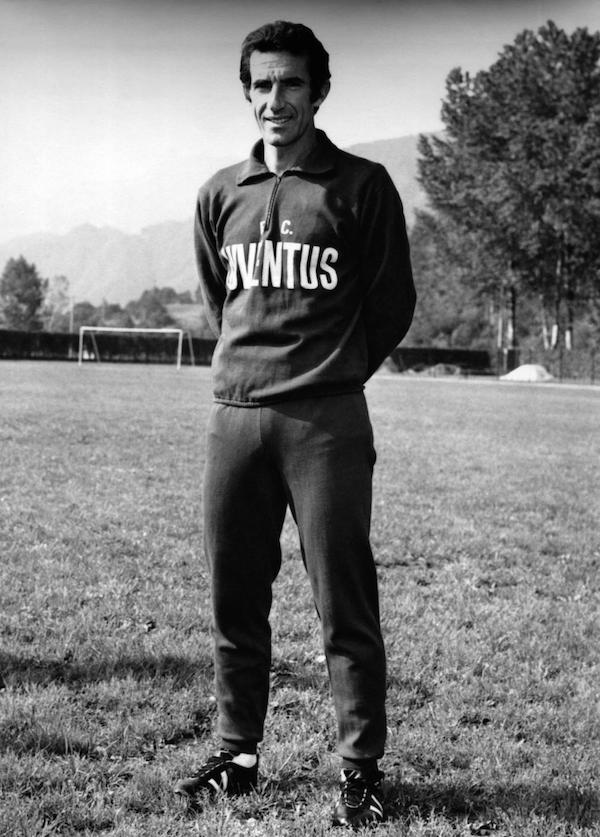
Picchi avec la Juventus en la saison 1970-1971

Il finit entraîneur de l'AS Varèse en 1968, malgré une bonne combativité de l'effectif, il est relégué en Serie B pour un point.
L'année suivante, il succède à Aldo Puccinelli pour prendre la tête de Livourne.
En 1970, il prend les rênes à seulement 35 ans du club piémontais de la Juventus, fortement voulu par le directeur général du club Italo Allodi (et devient le plus jeune entraîneur de Serie A). À la Juve, il dirige son premier match sur le banc en coupe le 30 août 1970 lors d'un nul 1-1 contre l'Hellas Vérone, mais, après 16 succès en 27 matchs, doit quitter son poste le 12 février 1971 à cause d'une grave maladie. Il est alors remplacé en urgence par l'entraîneur de l'équipe jeune Čestmír Vycpálek.
Malgré une saison mitigée, il aura lancé de nombreux jeunes talentueux tels que Franco Causio, Roberto Bettega, ou encore Luciano Spinosi.
Il est retrouvé mort à 35 ans, le 27 mai 1971 à Sanremo. Le jour de ses funérailles, tous les magasins de sa ville de naissance de Livourne ferment entre 17h30 et 19h avec écrit « in memoria di Armandino » (en mémoire d'Armandino).
Un trophée en sa mémoire (Trofeo Nazionale di Lega Armando Picchi) est en compétition en 1971 entre huit équipes du championnat dont quatre dans un groupe nord (Livourne, Juventus, Inter, Bologne) et quatre dans un groupe sud (AS Rome, Lazio, Cagliari, Palerme).
Depuis 1990, le stade de sa ville natale de Livourne où joue l'AS Livourne Calcio a été renommé et porte son nom : Stade Armando Picchi. Toujours dans la cité toscane fut ensuite créée une équipe de football nommée l'Armando Picchi Calcio.

## Palmarès
Inter Milan
- Championnat d'Italie (3) :
  - Champion : 1962-63, 1964-65 et 1965-66.
- Coupe des clubs champions (2) :
  - Vainqueur : 1963-64 et 1964-65.
- Coupe intercontinentale (2) :
  - Vainqueur : 1964 et 1965.